# Waltraud Weiß

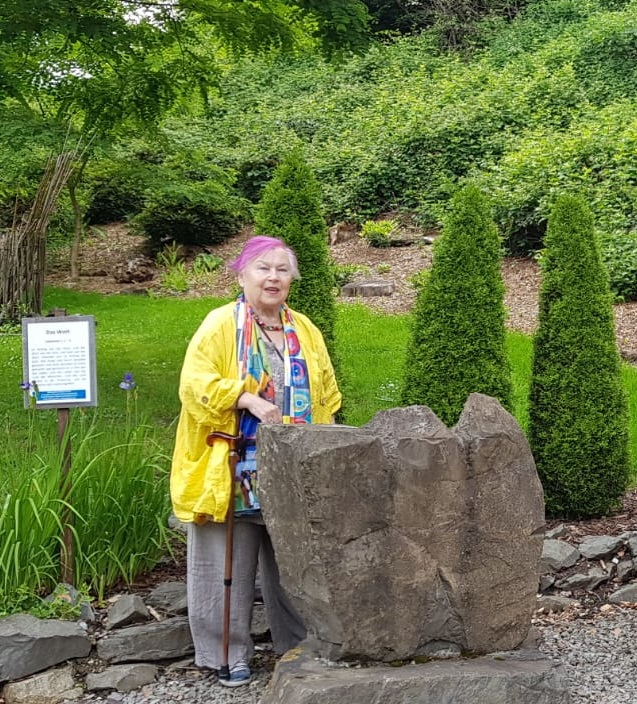
Waltraud Weiß bei einer Lesung im Bibelgarten in Leichlingen (Rheinland)

Waltraud Weiß (* 7. Mai 1939 in Leverkusen) ist eine deutsche Dichterin, Autorin und Herausgeberin.

## Leben und Werk
Waltraud Weiß wurde am 7. Mai 1939 in Leverkusen geboren. Sie lebte von 1962 bis 2013 in Köln und kehrte dann in ihren Heimatort Leverkusen-Wiesdorf zurück, wo sie bis heute wirkt und lebt. Waltraud Weiß ist Autorin zahlreicher Bücher der Lyrik und der Prosa. Sie schrieb viele Beiträge in Anthologien, Kalendern, Zeitungen und Zeitschriften und hält bis heute regelmäßig Lesungen. Während ihrer Kölner Zeit trat sie unter anderem im Senftöpfchentheater in Köln und im Schloss Morsbroich in Leverkusen auf. Heute liest sie vor allem in der Gemeinde St. Antonius (Wiesdorf) in Leverkusen.
Bereits als Fünfjährige begann ihre Faszination für das Schreiben und sie wollte ein „Schreibding“ (ein Ding zum Schreiben) haben, wie sie das in ihrer eigenen kindlich-kreativen Wortschöpfung nannte. Wortschöpfungen finden sich auch in ihren literarischen Werken, worauf sich ein Zitat von ihr aus dem Kölner Stadtanzeiger aus dem Jahr 2013 bezieht: „Ich schreibe meine Lyrik oft in neuen Wörtern, die es gar nicht gibt. Das verbindet mich mit Else.“
Von 1991 bis 2015 war Waltraud Weiß Initiatorin und Verlegerin des Einfrau-Verlags wort und mensch. Waltraud Weiß war aktive Teilnehmerin am Kölner Bücherherbst und Leiterin des Kurses Literatur pur. Seit dem Frühjahr 2013 ist die Lyrikerin in ihre alte Heimat nach Leverkusen zurückgekehrt und lebt seit dem im Antoniusviertel in Wiesdorf. In der für das Viertel namensgebenden Antoniusgemeinde machte sie in ihrer Jugend eine ihr Leben prägende Bekanntschaft mit dem Franziskaner Notker. Mit ihm führte sie für über 30 Jahre einen umfangreichen Briefwechsel in 1500 Briefen. Entsprechend der Konventionen während der ersten Hälfte des 20. Jahrhunderts konnte Waltraud Weiß nur die Volksschule besuchen. Hierzu wird sie im Kölner Stadtanzeiger zitiert: „Es ist mir lange nachgelaufen, dass ich keine Bildung im klassischen Sinne hatte. Deshalb habe ich immer schon so viel gelesen.“ In einem ihrer Werke schreibt sie zu diesem Thema: „Wenn ich mich erinnere, weiß ich um die Hilflosigkeit des Nichtwissens, schmiede ich mit Ehrgeiz und Neugier an der Möglichkeit, die Dummheit zu besiegen. Lerne ich täglich mehr und mehr und immer noch nicht genug.“
Weiß’ großes gemeinschaftliches Engagement betrifft nicht nur ihre Literaturkurse und Verlagsarbeit, durch die sie Menschen für die Welt der Literatur gewann und zahlreichen Autorinnen eine Publikationsmöglichkeit verschaffte. Darüber hinaus bekam sie im Juni 2006 in Köln die Verdienstmedaille des Verdienstordens der Bundesrepublik Deutschland verliehen. Sie ist Mitglied von C.A.T.S. Deutschland (Kinder Allianz für Tradition und Soziales Engagement – besonders für Kinder in Ägypten), war Leiterin des Kurses „Literatur pur“, ist Gründungsmitglied der Else-Lasker-Schüler-Gesellschaft (Wuppertal), Referentin der KFD (Katholische Frauen Deutschlands), sie wurde in den Vorstand der IGdA (Interessengemeinschaft deutschsprachiger Autoren) gewählt. Sie erhielt zum Welthospiztag 2000 in Köln eine Dankesurkunde der Hospiz-Arbeitsgemeinschaft Köln für „Ihre wundervollen Gedichte, durch die wir die Öffentlichkeit im Sinne unserer Arbeit intensiver erreichen“.
Die Lyrik von Waltraud Weiß wurde ins Italienische und Polnische übersetzt.

## Leistungen
2006 Verdienstmedaille des Verdienstordens der Bundesrepublik Deutschland. Vom Bundespräsidenten Horst Köhler unterschrieben, in Köln von Oberbürgermeister Schramma verliehen, u. a. für ihre literarischen und kulturellen Verdienste für Else Lasker-Schüler und die Else Lasker-Schüler-Gesellschaft e.V., Wuppertal (als Gründungsmitglied).

## Werke

### Prosa
- Der Heilige Antonius. Eine rheinische Unterhaltung zwischen dem Heiligen Antonius und der Autorin am Portal der Antoniuskirche Leverkusen-Wiesdorf. Wort und Mensch, Leverkusen 2014.
- Rundum St. Antonius. Leverkusen-Wiesdorf. Lyrik und Prosa mit Buntbildern. Wort und Mensch, Leverkusen 2013.
- Befana – die vierte Königin. Wort und Mensch, Köln 2009.
- Köln – Kennzeichen oder Klischee. Wort und Mensch, Köln 2004.
- Sizilien – Land, wo Milch und Honig fließt. Wort und Mensch, Köln 2004.
- Griechische Impressionen. Wort und Mensch, Köln 2004.
- Paradiesisches Mallorca. Wort und Mensch, Köln 2004.
- Prag – Zu deinen Füßen fließt Musik. Wort und Mensch, Köln 2004.
- Sternenweg zum Donnersohn. Eine Frau sucht die Nähe Gottes. Wort und Mensch, Köln 2003.
- Ich liebe … Kids, Kinder, Knirpse. Wort und Mensch, Köln 2000.
- Ich liebe … Sommersprossen, Pflaumenmarmelade und Salzgurken. Wort und Mensch, Köln 1997.
- Israel – meine Wunder. Wort und Mensch, Köln 1996.
- Der ideale Geliebte. Kasskara, Norderstedt 1995,
- Mit freundlich-wedelndem Schwänzchen. Karlsruher Bote, 1990.

### Lyrik
- Freitagstexte aus dem „Zeugnis der Gegenwart“. Bei der Aufsicht der „Offenen Kirche Herz-Jesu“ im Stadtteil Leverkusen-Wiesdorf. Lyrik, Prosa, Aphorismen. Wort und Mensch, Leverkusen 2014.
- Alltagsgespräche mit Gott. Lyrik und Wortbilder. Wort und Mensch, Köln 2011.
- Spuren setzen – ein Kunstgenuss in Farbe. Lyrik. Wort und Mensch, Köln 2010.
- Älterwerden ist schön. Lyrik. Wort und Mensch, Köln 2010.
- Mein Motto – Ti amo. Lyrik in deutscher und italienischer Sprache. Hrsg. von Manfreda Bendrien. Wort und Mensch, Köln 2004.
- In deine Hände lege ich mein Geschick. Sterbe-Begleitung und -Begreifen. Wort und Mensch, Köln 2002.
- Eines Tages werde ich – wissen. Wort und Mensch, Köln 1999.
- Aus meinem Fenster. Verlag Bruno Runzheimer, Essen 1995.
- Weib und Hexe … und nichts davon vergebens. Karlsruher Bote, 1998.
- Eine wilde Frau. Lyrik mit Farbbildern. Wort und Mensch, Köln o. J.

CD
- Wir wollen uns versöhnen die Nacht. Else Lasker-Schüler-Lieder. Komponiert von Ralph Borchardt, am Klavier Ralph Borchardt, gesungen von Ralph und Christiane Borchardt, an der Klarinette Simon Boos. CD. Wort und Mensch, Köln o. J.
- Liebe. Vertonte Lyrik von Waltraud Weiß. Komposition Ralph Borchardt, Gesang Christiane und Ralph Borchardt. CD. o. V.: o. O. o. J.

### Anthologie
- Ich bin EINFACH DA – für Dich und Dich und für ALLE. Anthologie. Wort und Mensch, Leverkusen 2015.
- Dialoge. Wir müssen reden! Anthologie. Wort und Mensch, Leverkusen 2013.
- Labyrinth. Wisset die Wege. Es gibt immer einen Ausweg. Lyrik. Prosa. Bilder. Anthologie. Wort und Mensch, Köln 2012.
- Flutsch und weg? Anthologie. Wort und Mensch, Köln 2008.
- Die weibliche Seite Gottes. Anthologie. Wort und Mensch, Köln 2007.
- Lieber Gott, ich rede mit Dir… wie mir der Schnabel gewachsen ist. Wort und Mensch, Köln 2003.
- Schön bist du Fremde/r. Fremde erkennen und lieben. Anthologie. Wort und Mensch, Köln 2002.
- Kleine Wunder, die uns begegnen. Anthologie. Wort und Mensch, Köln 2001.
- Romanik in Köln – Eine Anthologie über die Kirchen. Greven-Verlag, Köln 2001.
- Sei gesegnet, wenn du gehst. Positive Trauerarbeit. Anthologie. Wort und Mensch, Köln 1994.

### Herausgeberschaften
- Mäandern. Wohin führt dein/mein/unser Weg…? Anthologie. Wort und Mensch, Leverkusen 2014.
- Labyrinth. Wisset die Wege. Es gibt immer einen Ausweg. Lyrik. Prosa. Bilder. Anthologie. Wort und Mensch, Köln 2012.
- Versöhnung. Anthologie. Wort und Mensch, Köln 2009.
- Elses Töchter und Enkelinnen. Erbinnen Else Lasker-Schülers. Anthologie. Wort und Mensch, Köln 2008.
- Die weibliche Seite Gottes. Anthologie. Wort und Mensch, Köln 2007.
- Bücher – mein Lebenselixier. Wort und Mensch, Köln 2006.
- Kinder sind unser Leben. Anthologie. Wort und Mensch, Köln 2004.
- Ich – über mich. Was ich schon immer mal sagen wollte. Anthologie. Wort und Mensch, Köln 2005.
- Lieber Gott, ich rede mit Dir… wie mir der Schnabel gewachsen ist. Anthologie. Wort und Mensch, Köln 2003.
- Schön bist du Fremde/r. Fremde erkennen und lieben. Anthologie. Wort und Mensch, Köln 2002.

### Sonstige Veröffentlichungen
- Seit vielen Jahren Beitrage in der Zeitschrift Publik-Forum (Glaube der Zukunft), der Leserinitiative Publik-Forum e.V. mit inhaltlichem Schwerpunkt auf kirchlichen, religiösen und gesellschaftlichen Themen (Publikationsrhythmus: täglich).[4]
- ca. 4 – 5 × im Jahr Beiträge in der Zeitschrift „Feierabend“ im Verlag Friederike Amort, Großreifling-Landl (Österreich).[5]